# 세멘 노비코프
세멘 세르게에비치 노비코프(불가리아어: Семен Сергеевич Новиков, 1997년 12월 11일~) 또는 세멘 세르히요비치 노비코우(우크라이나어: Семен Сергійович Новіков)는 우크라이나 출신 불가리아의 레슬링 선수이다. 우크라이나 국가대표로 활동하다가 2022년 불가리아로 귀화했으며 2024년 하계 올림픽 그레코로만형 남자 미들급에서 금메달을 획득했다.